# Wał Campbella

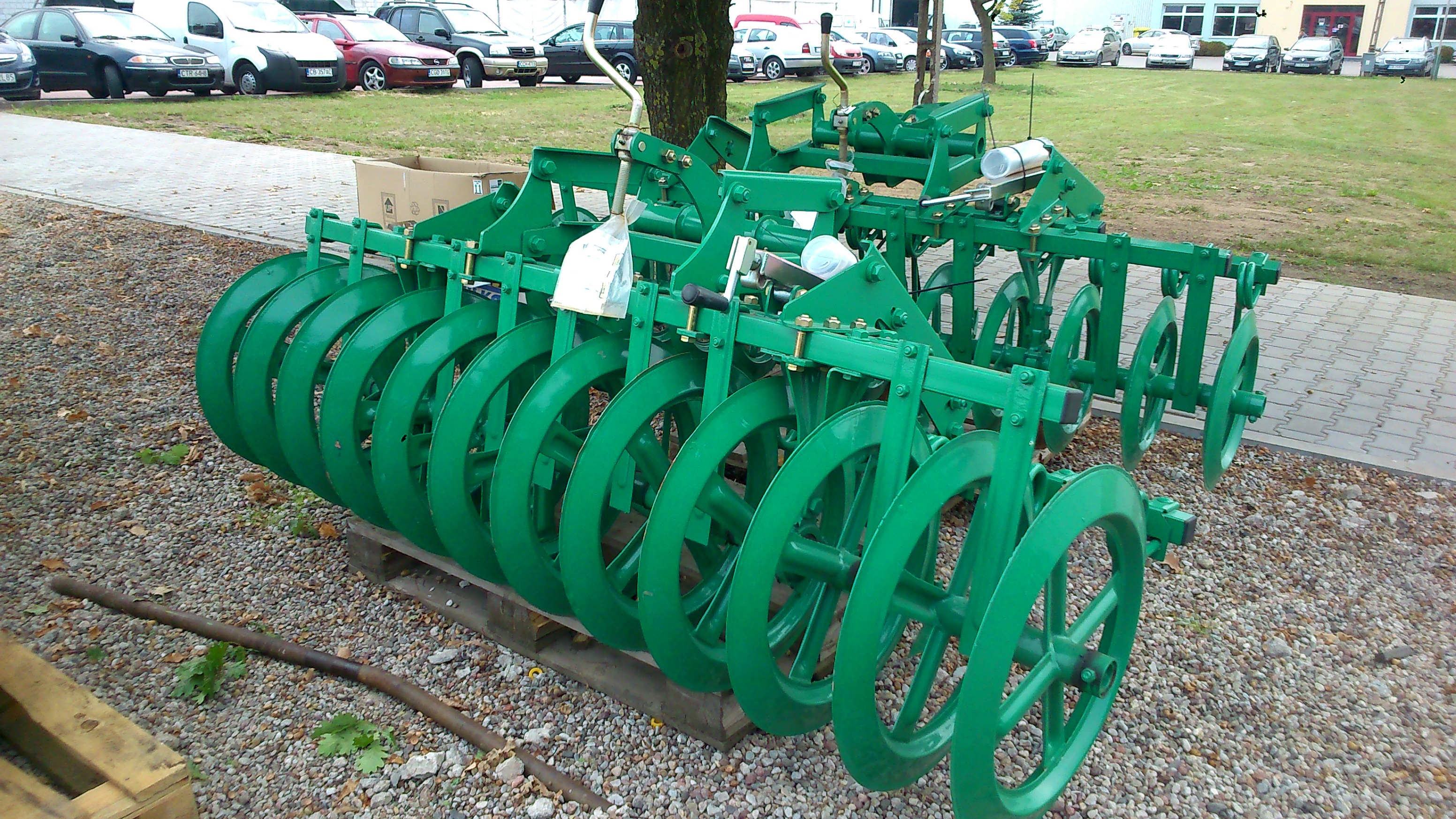

Wał Campbella – narzędzie uprawowe zbudowane z klinowatych pierścieni sztywno osadzonych w odstępach kilkunastocentymetrowych na osi. W czasie pracy pierścienie wbijają się w rolę, ugniatając jej głębsze warstwy, co przyspiesza osiadanie. Ma to duże znaczenie przy siewie ozimin, zwłaszcza, jeśli orka została wykonana późno. 